# Konstantin Ziegra
Konstantin Ziegra, auch Constantin Ziegra (* 1617 in Döbeln; † 2. Mai 1691 in Wittenberg) war ein deutscher Physiker und lutherischer Theologe.

## Leben
Ziegra war ein Sohn des Vorstehers am Döbelner Hospital Georg Ziegra. Er besuchte Schulpforta und immatrikulierte sich 1631 an der Universität Leipzig. Nachdem er sich 1636 das Recht erwarb, Vorlesungen zu halten, wechselte er am 23. April 1638 an die Universität Wittenberg. Dort erwarb er sich am 21. April 1640 den akademischen Grad eines Magisters und fand am 18. Oktober 1645 Aufnahme als Adjunkt an der philosophischen Fakultät. Auf diesen Posten verweilte er einige Zeit, absolvierte zwischenzeitlich das Lizentiat der Theologie, bevor er 1658 von seinem Vorgänger Johann Sperling die Professur der Physik übernahm.
Ziegra war einer der letzten Wittenberger Vertreter, der wesentlich mehr die Theologie in der Physik betonte. Dies äußert sich auch in seiner Promotion zum Doktor der Theologie. Erst nach ihm wurde an der Universität Wittenberg der naturwissenschaftlichen Betrachtungsweise Vorrang eingeräumt und somit die spirituellen Tendenzen in der Physik herausgedrängt. Dennoch kann man auch sagen, dass er selbst durch seinen Standpunkt jene Bewegung gefördert hat.

## Familie
Er heiratete am 8. Juli 1651 in Wittenberg Anna Sophia Fritzsche (* 14. November 1626 in Wittenberg; † 12. Dezember 1667 ebenda), die Tochter des David Fritzsche und der Catharina Fluth (Tochter des Apotheker Casper Fluth und der Maria Seelfisch). Aus der 16 ½-jährigen Ehe gingen sieben Söhne und zwei Töchter hervor. Am 9. November 1669 heiratete er erneut Anna Christina Dalichow. Bekannt von den Kindern ist:
- Anna Katharina Ziegra (* 18. April 1652 in Wittenberg)
- Georg David Ziegra (* 5. November 1653; † 13. März 1724 in Schmiedeberg) Studium in Wittenberg und Leipzig von 1694 bis 1724 evangelischer Pfarrer in Schmiedeberg
- Constantin Ziegra (* 4. April 1655 in Wittenberg)
- Christian Samuel Ziegra (* 24. November 1656 in Wittenberg)
- Michael Gottfried Ziegra (* 3. September 1658 in Wittenberg; † 12. Februar 1712 ebenda)
- Casper Conrad Ziegra (* 28. Dezember 1659 in Wittenberg)
- Christian Wilhelm Ziegra (6. September 1661 in Wittenberg)
- Anna Sophia Ziegra (* 12. April 1663 in Wittenberg)
- Joachim Ehrenreich Ziegra (* 12. Juli 1666 in Wittenberg)
- Anna Christiana (* 6. Januar 1671 in Wittenberg)
- Christiane Elisabeth (* 8. Oktober 1672 in Wittenberg)
- Georg Valentin (* 10. Januar 1675 in Wittenberg)
- Karl Friedrich (* 10. Dezember 1676 in Wittenberg)

## Schriften (Auswahl)
- Diss. In Epestolam tertiam divi Johannis. Wittenberg 1642.
- Diss. In Caput II. Epist. Ad Hebr. Wittenberg 1644.
- Diss. In caput IX Evangelii Johannis. Wittenberg 1645.
- Diss. Philos. De integritate et puritate Novi Testamenti. Wittenberg 1645.
- De Subiectis Positionibus Graecis. (Resp. Zacharias Seligman) Haken, Wittenberg 1647. (Digitalisat)
- Vindicatio Articuli V. Augustane Confessionis Diss. Inauguralis. Wittenberg 1650.
- Orthodoxa Psalmi secundi Exposito. Wittenberg 1651.
- Orthodoxa divinitatis Christi Jer. XXXIII v. 5.6. perspicue proposita demonstratia. Wittenberg 1652.
- De peccato in Spiritum S. Wittenberg 1657.
- In Theologiam Specialiter sic dictam Disputatio Quinta, Orthodoxian De Relatione Dei Ad Extra per Opera Eiusdem Immanentia, ex locis Scripturae classicis assertam, & Eterdoxia Praecipuorum & Recentiorum Haereticorum ac Novatorum oppositam demonstrans. Wittenberg 1657 (digital.staatsbibliothek-berlin.de).
- Decas Thesium Illustrium, Ex Philosophia naturali. Wittenberg 1659 (digital.slub-dresden.de).
- Ex physica theses miscellas. Wittenberg 1660 (digital.slub-dresden.de).
- Ex Physicis Theses Miscellaneas Scellaneas. Wittenberg 1661 (digital.slub-dresden.de).
- Disputatio Physica De Qualitate. (Resp. Christian Ludwig Chinov) Röhner, Wittenberg 1663. (Digitalisat)
- Disputatio Physica De Forma. Wittenberg 1664 (digital.slub-dresden.de).
- Disputatio Physica De Affectionibus Corporis Naturalis In Genere. Wittenberg 1665 (digital.slub-dresden.de).
- Exercitatio Physica De Zoophytis. (REsp. Johann Wilhelm Hillger) Wendt, Wittenberg 1667. (Digitalisat)
- Diatriba Physico-Experimentalis, De Coloribus, Atque in Specie, De Viriditatis Causa. (Resp. Wenceslaus Khal) Haken,  Wittenberg 1668. (Digitalisat)
- Positionum Physicarum octonarius. Wittenberg 1671.
- De Meteoris Ignitis & Aqueis. Wittenberg 1676 (digital.slub-dresden.de).
- De nomine Domini, ac Servatoris nostri suavissimo, solatiique plenissimo, quod est Jesus. Wittenberg 1677.